# Sociedad Estadounidense de Nefrología
Fundada en 1966, la Sociedad Estadounidense de Nefrología (ASN por sus siglas en inglés) es la mayor asociación profesional mundial dedicada al estudio de la enfermedad renal. Compuesto por más de 15.000 médicos y científicos, ASN promueve el cuidado experto del paciente, avanza la investigación médica, y educa a la comunidad renal. ASN también 
informa a los responsables políticos sobre temas de importancia para los renales médicos y sus pacientes.

## Investigación y publicaciones
Cada año, la ASN y la Fundación de la investigación del Riñón, ofrecen cerca de 400 becas de investigación y de viaje. Reuniones anuales ASN son atendidas por unos 13.000 participantes, y las reuniones regionales se celebran durante todo el año. La sociedad publica el Journal of the American Society of Nephrology (JASN),el Clinical Journal of the American Society of Nephrology (CJASN), el Nephrology Self-Assessment Program (NephSAP), ASN Kidney News, In The Loop Archivado el 5 de septiembre de 2013 en Wayback Machine., y más recientemente el Kidney Self Assessment Program (KSAP).
- JASN (1990 - presente) - artículos originales de la más alta calidad que son relevantes para el amplio campo de la nefrología. (Factor de impacto 8.288).[1]
- CJASN (2006 - presente) - dedicada al avance de la práctica de la medicina renal informando investigación clínica rigurosa.[2]
- NephSAP -. Proporciona créditos del aprendizaje educativo y Continuing Medical Education (CME), para los nefrólogos clínicos que tratan de renovar y actualizar sus conocimientos clínicos de diagnóstico y terapéutico.[3]
- ASN Kidney News (2009 - presente) -. Una revista de noticias que examina las tendencias en la medicina, la industria y la política que afectan a todos los profesionales de la nefrología y proporciona otra información apoyando a la labor de los especialistas renale.[4]
- In the Loop - una rueda de prensa diaria adaptada a las necesidades de los nefrólogos y resume la presentación de informes clave sobre el riñón y la medicina renal a partir de 24 horas anteriores.[5]
- KSAP (2015 - presente) - un programa de autoevaluación en línea que utiliza un formato basado en casos basados de American Board of Internal Medicine (ABIM). Examen Blueprint que revisa los elementos básicos de la nefrología y se adapta a los becarios y recertificados nefrólogos.[6]

## Conferencias y educación
La ASN celebra reuniones anuales (Semana del Riñón). y reuniones regionales posteriores (ASN Highlights). para discutir nuevos desarrollos en el campo de la nefrología. La ASN también ofrece un curso de actualización y revisión anual. y otras oportunidades de aprendizaje en línea, tanto para los nefrólogos establecidos y los que están en formación. En 2012, cerca de 1.200 horas de instrucción fueron ofrecidas por ASN a los médicos, investigadores y otros profesionales de la salud.
Con la intención de fomentar un mayor interés en la nefrología, la ASN ha establecido el Programa Kidney STARS con el fin de patrocinar estudiantes y residentes interesados para que puedan asistir a la reunión anual de ASN (Semana del riñón). El objetivo del programa es "estimular el interés en carreras de nefrología apuntando a los estudiantes de medicina, residentes y estudiantes de posgrado con un interés en nefrología, pero aún no se han comprometido a aplicar a una beca."

## Actuales y anteriores presidentes
- Jonathan Himmelfarb, MD (2014-presente) es el actual presidente de la ASN.
- Sharon M. Moe, MD (2013-2014), quien es Profesora de Medicina en el Departamento de Medicina en Indiana University School of Medicine.[11]
- Sharon Anderson, MD (2009-2010), actualmente la presidenta del Departamento de Medicina en Oregon Health and Science University, cuyo trabajo ayudó a establecer los efectos beneficiosos de los inhibidores de la ACE en la nefropatía diabética.[12]